# Comunidad de aglomeración Carcasona Agglo
La Comunidad de aglomeración Carcasona Agglo es una estructura intercomunal francesa, ubicada en el departamento del Aude y la región de Occitania.

## Composición
Reagrupa 23 comunas francesas:
| - Alairac - Berriac - Carcassonne - Caux-et-Sauzens - Cavanac - Cazilhac - Couffoulens - Fontiès-d'Aude - Lavalette - Leuc | - Mas-des-Cours - Montclar - Montirat - Palaja - Pennautier - Pezens - Preixan - Rouffiac-d'Aude - Roullens - Trèbes | - Villedubert - Villefloure - Villemoustaussou |